# ريتشارد إتش رايس
ريتشارد إتش رايس (بالإنجليزية: Richard H. Rice)‏ هو مهندس أمريكي، ولد في 9 يناير 1863 في مارلبورو في الولايات المتحدة، وتوفي في 10 فبراير 1922 في Bolton, New York ‏ في الولايات المتحدة.